# STS-99
La misión STS-99 tuvo como objetivo usar un radar topográfico para obtener imágenes tridimensionales de la superficie de la Tierra. La misión duró 11 días durante los cuales se recolectó variada información. Fue lanzado el 11 de febrero de 2000, el Endeavour recorrió más de 6 millones de kilómetros para aterrizar el 22 de febrero del mismo año en Florida.

## Tripulación
- Kevin R. Kregel (4), Comandante
- Dominic L. Pudwill Gorie (2), Piloto
- Janet L. Kavandi (2), Especialista de misión
- Janice E. Voss (5), Especialista de misión
- Mamoru Mohri (2), Especialista de misión -
- Gerhard P.J. Thiele (1), Especialista de misión -

( ) número de vuelos realizados. 

## Parámetros de la misión
- Masa:
  - Al lanzamiento: 256.560 lbs (116 376 kg)[1]
  - Al aterrizaje: 225.669 lbs (102 363 kg)[1]
  - Carga: 14 500 kg[1]
- Perigeo: 224 km
- Apogeo: 242 km
- Inclinación: 57°
- Período: 89,2 min

## Resumen de la Misión

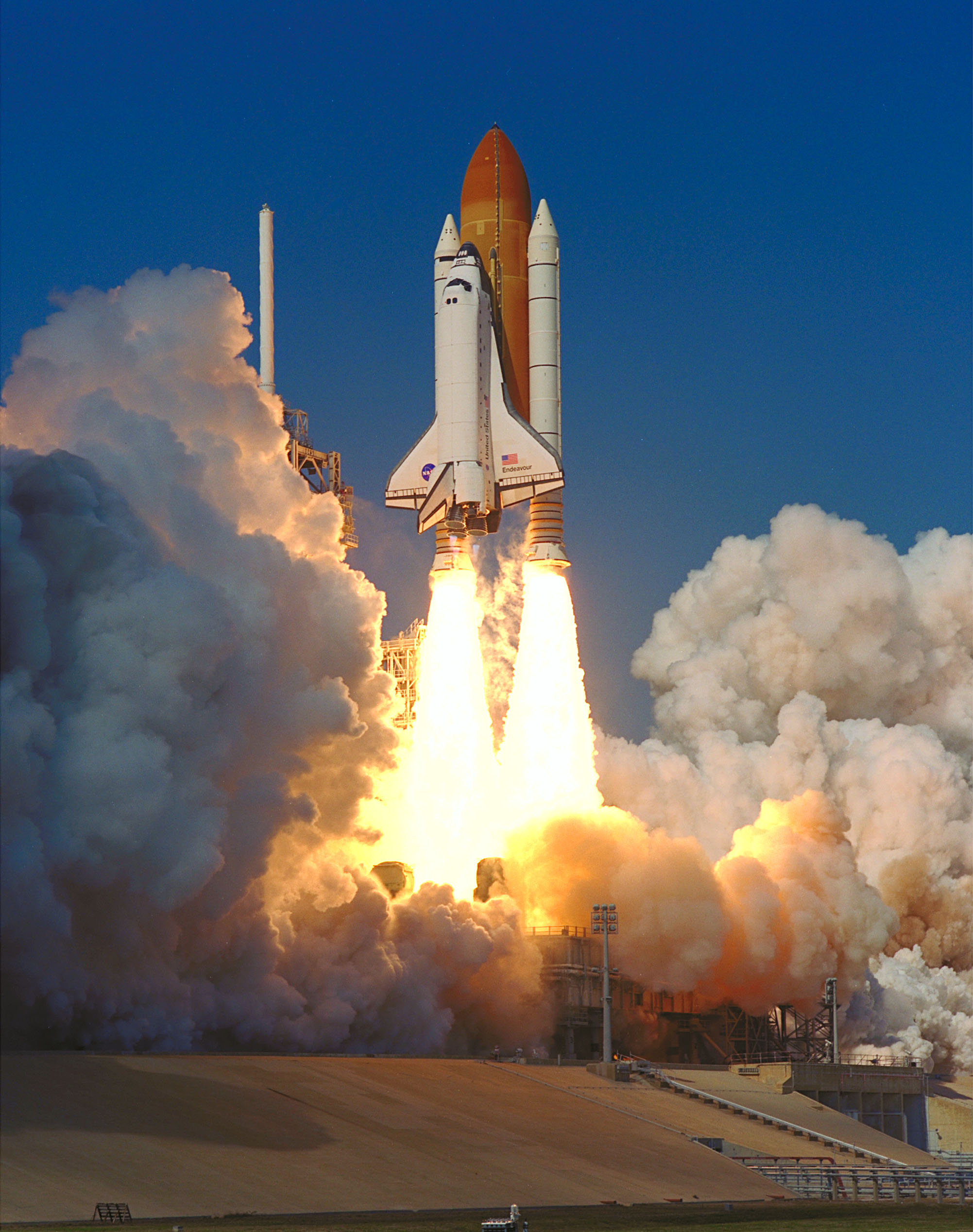
Lanzamiento del Endeavour.

El lanzamiento del Endeavour estaba previsto originalmente para el 31 de enero, pero por el mal tiempo se pospuso 24 horas. Luego, el 1 de febrero el lanzamiento nuevamente fue postergado por 10 días debido a un problema con el Controlador Principal de Eventos del Endeavour que finalmente fue sustituido. Finalmente, el lanzamiento ocurrió el 11 de febrero luego de problemas con componentes del transbordador y mal tiempo. Aunque se retrasó 13 minutos debido a problemas técnicos, el Endeavour llegó a la órbita deseada y comenzó su misión. 

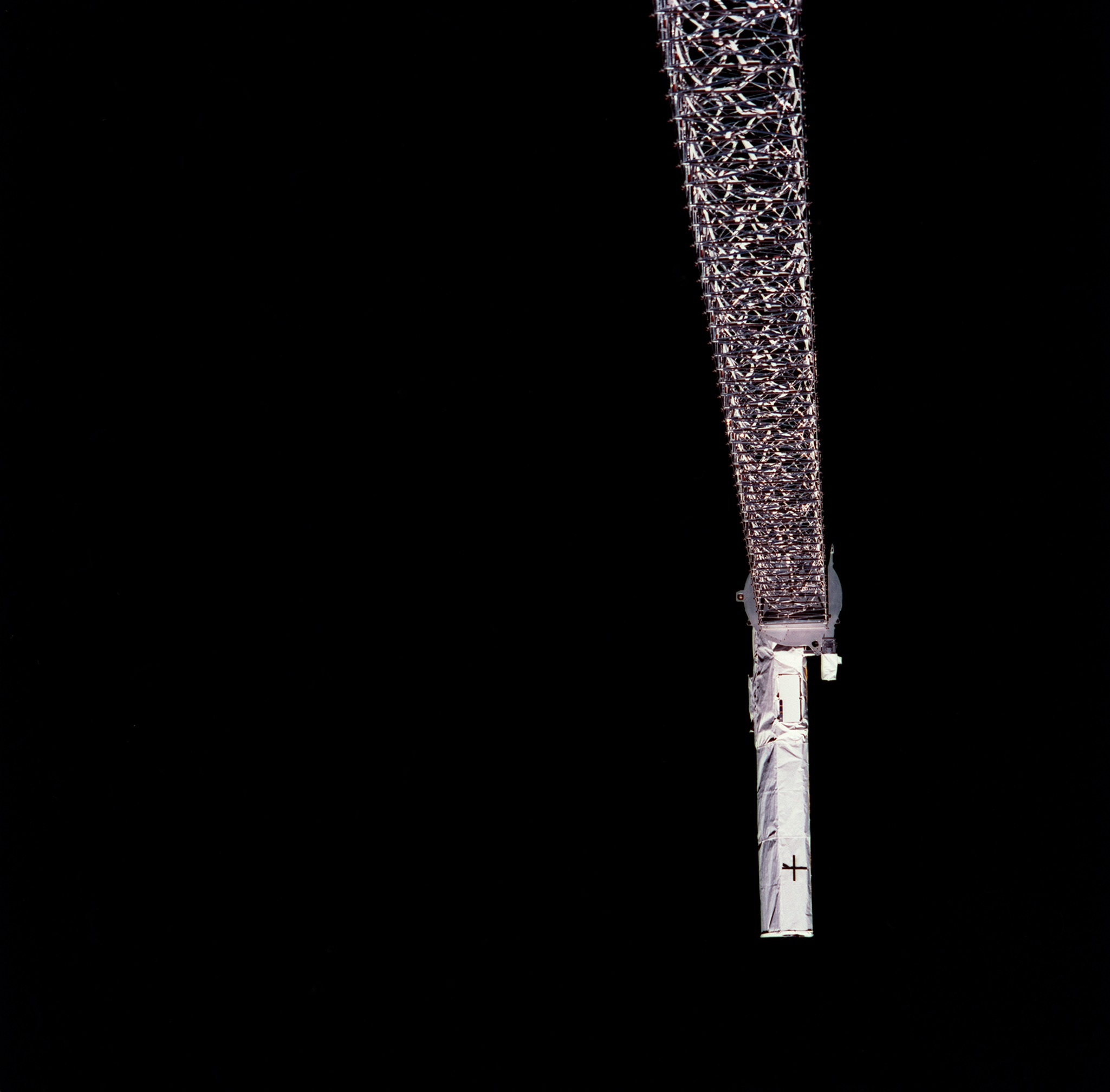
Mástil del radar.

Luego en órbita, el Endeavour desplegó el enorme radar que sería el principal objetivo de la misión y comenzó los preparativos para la recolección de datos. En el segundo día comenzó la obtención de datos para luego procesarlos en imágenes tridimensionales. Este procedimiento continuaría hasta un día antes del aterrizaje en el que se retractó el radar,.
Al tercer día, el radar ya había rastreado 7,4 millones de millas cuadradas. Durante el cuarto día, se publicaron las primeras imágenes ya procesadas del radar. Corresponden al sector sur brasileño donde se muestra una perspectiva casi a raz del suelo.
La EarthKAM, incluida en esta misión ya había capturado su 1000ª fotografía el día seis de la misión. En el mismo día, ya se había rastreado el 56 % de la superficie de la Tierra.
El 21 de febrero se finalizó con éxito el objetivo principal de la misión. Luego de rastrear 80.000 millas cuadradas de la Tierra, el radar se retractó y la EarthKAM finalizó sus operaciones para el aterrizaje el día 22 de febrero. La información obtenida por el radar topográfico es equivalente a 20.000 CD de información.
Finalmente, luego de 11 días de recopilación de datos, el Endeavour aterrizó después de varios intentos fallidos, en el Centro espacial Kennedy en Florida. El transbordador mapeó más de 120 millones de km², que abarcan el 80% del planeta.

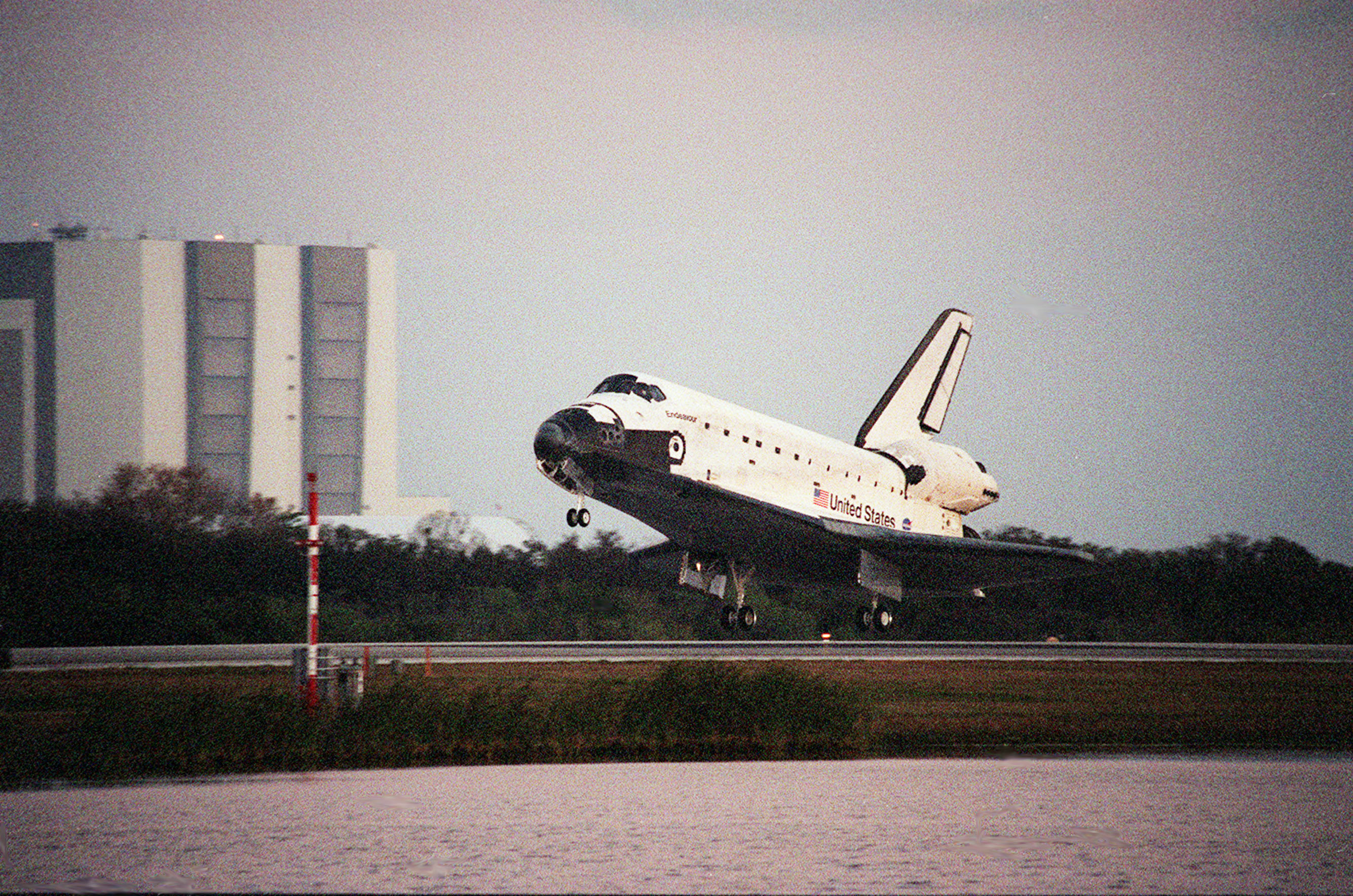
Aterrizaje del Endeavour.